# Instituto de Artes da Universidade do Estado do Rio de Janeiro
O Instituto de Artes (IART) é uma das unidades de ensino da Universidade do Estado do Rio de Janeiro, fundado em 2002 e localizado no campus Maracanã da universidade, oferece dois cursos de graduação – História da Arte (bacharelado) e Artes Visuais (bacharelado e licenciatura) – além de um Mestrado em Artes. Seu objetivo central é a formação e a qualificação de profissionais envolvidos nos estudos teóricos, históricos e críticos da arte e da cultura, na prática artística e na ciência.

## História
Em 1961 foi feito o primeiro vestibular para o Curso Superior de História da Arte, do Instituto de Belas Artes (IBA), criado pela Secretaria de Cultura do Estado da Guanabara em 1957. A primeira turma, composta por 13 historiadores da arte, formou-se em 1963, neste mesmo ano, o Curso foi incorporado à Universidade do Estado da Guanabara (UEG), que o abrigou até 1966, quando o IBA foi transferido para o Parque Lage.
O curso continuou a ser oferecido até 1976, quando durante a Ditadura Militar houve a fusão do Estado da Guanabara e do Rio de Janeiro e a consequente reestruturação dos órgãos estaduais conduziram ao poder  Floriano Peixoto Faria Lima como governador do novo estado e a nomeação de Paulo Afonso Grisolli  como Secretario de Cultura que nomeou Rubens Gerchman como diretor da IBA, promovendo o conturbado desmantelamento do Instituto para renomear-lo Escola de Artes Visuais (EAV). sendo o primeiro Curso superior de História da Arte passado a ser mantido pela Secretaria de Educação e Cultura do novo Estado do Rio de Janeiro. mas ainda dentro do Parque Lage. com a ultima turma formada em 1978.
Em 1977, formou-se na UERJ um grupo de estudo para avaliar o Curso, que propôs a sua incorporação à Universidade no ano seguinte. Nessa época, sofreu alterações em sua grade curricular de forma a transformar-se numa Licenciatura em Educação Artística, com Habilitação em História da Arte, sob a responsabilidade do Departamento de Educação Artística (DEART).
Em 1999, uma reforma curricular deu origem ao Curso de Artes, com Licenciatura e Bacharelado em História da Arte e Artes Plásticas.
Essa reforma foi implantada a partir de 2002, concomitante à criação do Instituto de Artes, que passou a oferecer o Curso. Em 2006, por força de nova legislação, uma nova reforma curricular criou dois cursos distintos dentro da graduação em Artes Visuais: História da Arte (bacharelado) e Artes Visuais (bacharelado e licenciatura).

## CAMP

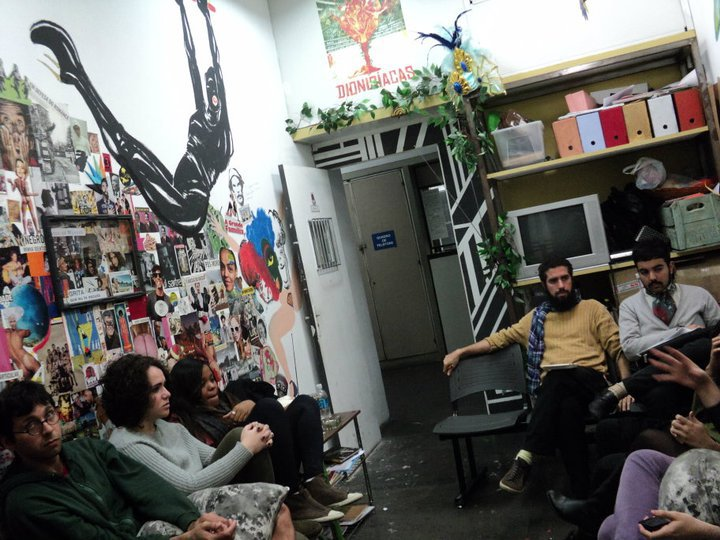
Sala do CAIA

O Centro Acadêmico Matheusa Passareli (CAMP) é a entidade que representa os estudantes de artes da Uerj. Sua gestão é eleita anualmente pelo corpo discente da unidade e cabe a ela a função executiva e administrativa do CAMP.
Criado em 1978, junto com o extinto Departamento de Educação Artística da UERJ, o CARTES sempre buscou se tornar uma entidade atuante no movimento estudantil. Em 2002 com a criação do Instituto de Artes ele deixou de ser atrelado à faculdade de Educação passando a ter mais autonomia, entretanto só conseguiu se consolidar realmente em 2008 com a chegada de uma gestão que passaria a tornar, o então CARTES, uma verdadeira entidade representativa dos estudantes.
Em referendo realizado em 2010 passou a ser intitulado Centro Acadêmico do Instituto de Artes (CAIA).
Em 2019, o Centro Acadêmico passou a se chamar Centro Acadêmico Matheusa Passareli (CAMP), em homenagem à aluna Matheusa Passareli, estudante do curso Artes Visuais da UERJ, artista e ativista LGBT.
Desde sua criação o CAMP vem sendo uma entidade atuante no movimento estudantil de artes tanto na universidade como na sociedade sempre buscando defender os interesses dos estudantes de artes da UERJ e de outras universidades.

## Enearte Rio 2012
O Encontro Nacional dos Estudantes de Artes (ENEARTE) é um evento itinerante realizado desde 1988, de cunho científico, político, acadêmico e cultural. Constituído por estudantes de Licenciatura e/ou Bacharelado das diversas áreas de Artes, em todo o país. Tem por objetivo promover a discussão e a reflexão sobre a Arte e a sociedade, e apresenta-se como um espaço de intercâmbio cultural.
Desde a consolidação do antigo CAIA no Movimento Estudantil de Artes em 2008, ele visou sediar o Enearte, lançando sua candidatada no XIV Enearte, na UFOP no ano de 2010, e ela sendo então aprovada no XV Enearte, na UFRN no ano de 2011, o Centro Acadêmico conseguiu trazer o Enearte para o Rio de Janeiro no ano de 2012, e ter a UERJ como sede do encontro.